# Provincia di Bagmati
Bagmati Pradesh (वाग्मती in lingua nepali) è una delle sette province del Nepal, stabilite dalla Costituzione del Nepal del 2015.
La sua capitale è Hetauda, anche se la provincia include anche la capitale del Nepal, ovvero Katmandu, che è anche la città più popolosa.
Il fiume Bagmati dà il nome alla provincia.

## Suddivisioni amministrative
La provincia è suddivisa in 13 distretti:
- Bhaktapur
- Chitwan
- Dhading
- Dolkha (o Dolakha)
- Katmandu
- Kavrepalanchok
- Lalitpur
- Makwanpur
- Nuwakot
- Ramechhap
- Rasuwa
- Sindhuli
- Sindhupalchok (o Sindhupalchowk)